# Vai Amanhecer
Vai Amanhecer é um EP da cantora brasileira Eyshila, lançado em 30 de novembro de 2018 em formato digital, e 22 de dezembro de 2018 em formato físico, ambos pela Central Gospel Music, sendo seu ultimo lançamento pelo selo. Contou com a produção musical de Paulo César Baruk.
O disco foi precedido pelo single "Deus Fiel", e conteve, além das quatro canções gravadas ao vivo, suas respectivas versões instrumentais como bônus.

## Lançamento e recepção
| Críticas profissionais | Críticas profissionais |
| Avaliações da crítica  | Avaliações da crítica  |
| Fonte                  | Avaliação              |
| ---------------------- | ---------------------- |
| Super Gospel           | [ 1 ]                  |

Vai Amanhecer foi lançado nas plataformas digitais em novembro de 2018. O disco recebeu avaliações favoráveis da mídia especializada. Com cotação de três estrelas e meia de cinco, o Super Gospel afirmou que o álbum "um teste aprovado para que Eyshila reconheça suas marcas durante o luto e relate, sob um ponto de vista musical, suas experiências emocionalmente dolorosas".O EP Inclui 4 Playbacks

## Faixas
1. "Deus Fiel" (Autora: Eyshila)
2. "Vai Amanhecer" ft. Paulo César Baruk (Autores: Jessica Araujo & Anderson Lima)
3. "Hosana" (Autores: Jessica Araujo & Anderson Lima)
4. "Não Há Outro Nome" (Autoras: Eyshila)